# Îlet Lavigne
Îlet Lavigne är en obebodd ö i Martinique.  Den ligger i den östra delen av Martinique, 20 km öster om huvudstaden Fort-de-France. Arean är 0,14 kvadratkilometer.